# Подгрядовое
Подгрядовое (фин. Selkosenjärvi) — озеро на территории Мельниковского сельского поселения Приозерского района Ленинградской области.

## Общие сведения
Площадь озера — 0,7 км². Располагается на высоте 12,3 метров над уровнем моря.
Форма озера лопастная, продолговатая: вытянуто с северо-запада на юго-восток. Берега изрезанные, каменисто-песчаные, преимущественно возвышенные, местами скалистые.
С южной стороны озера вытекает безымянный водоток, впадающий в озеро Рудаковское, из которого вытекает река Кюлясалменйоки (фин. Kyläsalmenjoki), которая, протекая через протоки-проливы Райппалансалми (фин. Raippalansalmi), Хийсинсалми (фин. Hiisinsalmi), Олласелькя (фин. Ollaselkä) и Латоселькя (фин. Latoselkä), втекает в реку Вуоксу.
На юго-восточном берегу озера располагается посёлок Коверино.
Название озера переводится с финского языка как «лесное озеро».
Код объекта в государственном водном реестре — 01040300211102000012622.